# アル・ラジヒ・タワー
アル・ラジヒ・タワー(Al Rajhi Tower)は、サウジアラビアの首都のリヤドで建設中の超高層ビル。2010年完成予定とされるが、2011年5月現在未完成。

## 概要
最高高さは430m、94階建てである。キングダムセンターを抜いてリヤドで最も高い超高層ビルとなる。
アメリカの大手建築設計事務所・スキッドモア・オーウィングズ・アンド・メリル(SOM)の手によるデザイン。上部はアラブ首長国連邦・ドバイのブルジュ・アル・アラブのような帆のような形状で、ヘリポートも建設される。
非王族としてはサウジアラビアで最も富裕な一家であるアル・ラジヒ家が経営する世界最大のイスラム銀行グループ・アルラジヒ銀行(Al Rajhi Bank)の本社となる予定である。隣接して商業施設も建設される。